# Microretícula metàl·lica
La microretícula metàl·lica (en anglès: Metallic Microlattices, UM) és un material metàl·lic, sintètic i porós format per una escuma metàl·lica ultralleugera, composta a base de nano tubs metàl·lics, de l'aliatge níquel-fòsfor, que es troben entrellaçats diagonalment en forma de xarxa amb una mínima separació entre aquests. Es va desenvolupar per part de Tobias Schadlerde, HRL laboratoris i la universitat de Califòrnia a Malibú, Irvine i Caltech. Publicat per primer cop a la revista Science, en la secció del Journal el 18 de novembre de 2011. Amb una densitat tan baixa com 0,99 mg/cm3, és un dels materials estructurals més lleugers coneguts per la ciència. Va ser desenvolupat per un equip de científics dels laboratoris HRL de Califòrnia, en col·laboració amb investigadors de la Universitat de Califòrnia, Irvine i Caltech, i es va anunciar per primera vegada el novembre de 2011. Les mostres prototipus es van fer amb un aliatge de níquel - fòsfor. El 2012, Popular Mechanics va declarar el prototip de microretícula com una de les 10 innovacions que canvien el món. La tecnologia de microretícules metàl·liques té nombroses aplicacions potencials en enginyeria d'automoció i aeronàutica. Un estudi detallat de revisió comparativa entre altres tipus d'estructures de gelosia metàl·lica va demostrar que eren beneficioses per a finalitats lleugeres, però costoses de fabricar.

## Síntesi
Per produir el seu microreticulat metàl·lic, l'equip HRL/UCI/Caltech va preparar primer una plantilla de polímer utilitzant una tècnica basada en la formació de guies d'ones d'autopropagació, tot i que es va assenyalar que es poden utilitzar altres mètodes per fabricar la plantilla. El procés va passar la llum UV a través d'una màscara perforada a un dipòsit de resina curable amb UV. La Reflexió total semblant a la fibra òptica es va produir a mesura que la resina es curava sota cada forat de la màscara, formant una fibra de polímer prima al llarg del camí de la llum. Mitjançant l'ús de múltiples feixos de llum, diverses fibres es podrien interconnectar per formar una xarxa.
El procés era similar a la fotolitografia, ja que utilitzava una màscara bidimensional per definir l'estructura inicial de la plantilla, però diferia en la velocitat de formació: on l'estereolitografia podia trigar hores a fer una estructura completa, el procés de guia d'ona d'autoformació permetia que les plantilles es forma en 10-100 segons. D'aquesta manera, el procés permet formar grans materials de gelosia 3D independents de forma ràpida i escalable. A continuació, la plantilla es va recobrir amb una fina capa de metall mitjançant un revestiment de níquel sense electros, i la plantilla es va gravar, deixant una estructura metàl·lica porosa i periòdica. El níquel es va utilitzar com a metall de microreticula a l'informe original. A causa del procés d'electrodeposició, el 7% del material constava d'àtoms de fòsfor dissolts i no contenia precipitats.

## Propietats
Una microretícula metàl·lica està format per una xarxa de puntals buits que s'interconnecten. A la mostra de microreticular menys densa informada, cada puntal té uns 100 micròmetres de diàmetre, amb una paret de 100 nanòmetres de gruix. L'estructura completa és al voltant del 99,99% d'aire en volum, i per convenció, la massa d'aire s'exclou quan es calcula la densitat de la microretícula. Tenint en compte la massa de l'aire intersticial, la densitat real de l'estructura és d'aproximadament 2,1 mg/cm 3, que és només unes 1,76 vegades la densitat de l'aire mateix a 25 °C. Es descriu que el material és 100 vegades més lleuger que el poliestirè. Les microreticules també poden ser 100 vegades més resistents que els polímers normals.
Les microreticules metàl·liques es caracteritzen per tenir densitats molt baixes, amb el rècord de 2011 de 0,9 mg/cm3 entre els valors més baixos de qualsevol sòlid conegut. El rècord anterior d'1,0 mg/cm3 es va mantenir amb aerogels de sílice i es diu que l'aerografit té una densitat de 0,2 mg/cm3. Mecànicament, aquestes microreticules són semblants en el comportament als elastòmers i recuperen gairebé completament la seva forma després d'una compressió significativa. Això els dona un avantatge significatiu respecte als aerogels anteriors, que són substàncies fràgils i semblants al vidre. Aquesta propietat elastomèrica en microreticules metàl·liques, a més, dona com a resultat una absorció eficient dels xocs. El seu mòdul E de Young presenta una escala diferent, amb la densitat ρ, E ~ ρ ², en comparació amb E ~ ρ 3 en aerogels i escumes de nanotubs de carboni.

## Aplicacions
La microreixa metàl·lica pot trobar aplicacions potencials en aïllants tèrmics i de vibracions, com ara amortidors, i també pot resultar útil com a elèctrodes de bateries i suports de catalitzadors. A més, la capacitat de les microretícules de tornar al seu estat original després de ser comprimides pot fer-les aptes per al seu ús en dispositius d'emmagatzematge d'energia semblants a una molla. Fabricants d'automoció i aeronàutica estan utilitzant la tecnologia de microretícules per desenvolupar estructures extremadament lleugeres i eficients que combinen múltiples funcions, com ara el reforç estructural i la transferència de calor, en components únics per a vehicles d'alt rendiment.

## Materials semblants
Un material similar però més dens, que consisteix en una capa de níquel nanocristal·lí electrodepositat sobre una armadura de prototips ràpids polimèrics, va ser creat per investigadors de la Universitat de Toronto el 2008. L'any 2012, els investigadors alemanys van crear una escuma de carboni coneguda com a aerografit, amb una densitat encara més baixa que un microreticle metàl·lic. El 2013, científics xinesos van desenvolupar un aerogel basat en carboni que es deia que encara era més lleuger.
Les nanolaticules com les nanoestructures basades en tubs són estructures similars a menor escala.